# اد جرکیویچ
اد جرکیویچ (انگلیسی: Ed Czerkiewicz؛ ۸ ژوئیهٔ ۱۹۱۲ – ۱ ژانویه ۱۹۴۶) یک بازیکن فوتبال اهل ایالات متحده آمریکا بود.
وی همچنین در تیم ملی فوتبال ایالات متحده آمریکا بازی کرده است.